# Battlefield 2: Modern Combat
Battlefield 2: Modern Combat je first-person střílečka z série Battlefield, vyvinutá společností EA Digital Illusions CE. Modern Combat je první hra série pro herní konzole.
Hra byla v Severní Americe vydána pro Xbox a PlayStation 2 25. října 2005. 11. dubna 2006 vyšla nová verze pro Xbox 360, měla lepší grafiku a obsahovala vylepšené on-line funkce. Verze pro PlayStation Portable byla oznámena v roce 2005, nicméně následně byla zrušena. Místo toho DICE vyvinuli Battlefield: Bad Company pro PlayStation 3 a Xbox 360. EA oznámila na svých oficiálních stránkách, že multiplayer pro Xbox byl zrušen. Ačkoli nyní zůstávají servery Xbox a Xbox 360 v režimu offline, PlayStation 2 servery jsou stále funkční.

## Děj
Kampaň pro jednoho hráče se točí okolo fiktivní války mezi NATO a Čínou, která se koná v Kazachstánu. Média obou stran rozpoutají propagandu, kterou obviňují druhou stranu z válečných zločinů. Hráč bojuje za oba národy.

## Online mutliplayer
Multiplayer se hodně liší od kampaně. Hra nabízí dva herní módy, Conquest a Capture the Flag. V obou herních módech může najednou bojovat maximálně 24 hráčů.

## Přijetí
Battlefield 2: Modern Combat měl vesměs pozitivní recenze a představoval jej oceněný multiplayer. Funkce hotswap byla kritizována za některé závady. Podle serveru Game Rankings Battlefield 2: Modern Combat má 81% pro PS2, 80% pro Xbox a 78% pro Xbox 360.